# Ignác Hoza
Ignác Hoza (* 1941) je český vědec, v letech 2007 až 2010 rektor Univerzity Tomáše Bati ve Zlíně.

## Život
Od února 1997 do ledna 2003 byl rektorem VV ŠPV Vyškov. Působil také jako děkan Fakulty technologické Univerzity Tomáše Bati ve Zlíně. V roce 2002 kandidoval do Senátu PČR v senátním obvodu č. 57 – Vyškov jako nestraník za ODA. Se ziskem 4,88 % skončil na posledním šestém místě a do druhého kola voleb tak nepostoupil.
V květnu 2007 byl v pátém kole volby těsnou většinou zvolen rektorem UTB ve Zlíně. V dubnu 2010 byl jejím akademickým senátem odvolán kvůli pochybnostem senátu ohledně financování projektu na výstavbu vědecko-technického parku v Uherském Hradišti. Hoza v reakci na rozhodnutí Senátu zpochybnil jeho tehdejší podobu. V květnu 2010 odvolání potvrdil prezident Václav Klaus, který Hozu odvolal k 31. květnu 2010. Hoza se proti odvolání neúspěšně bránil žalobou. V roce 2017 navíc podal proti odvolání ústavní stížnost, které však Ústavní soud nevyhověl. Hoza postupně podal také několik žalob proti prezidentu republiky, který jej odvolal; v květnu 2024 podal již čtvrtou žalobu, kterou ale soud promptně zamítl pro opožděnost.
V senátních volbách v roce 2010 kandidoval v senátním obvodu č. 76 – Kroměříž. Se ziskem 2,79 % hlasů skončil na předposledním osmém místě a do druhého kola voleb tak nepostoupil. V roce 2011 byl obžalován z dotačního podvodu v případu pobíráni dotací na studenty studující neakreditované obory. V únoru 2013 Hozu Krajský soud ve Zlíně zprostil obžaloby. V prosinci téhož roku soud uvedl, že se Hoza o dotační podvod skutečně pokusil, ale žádný trest mu neudělil vzhledem k tomu, že nedošlo ke vzniku žádné škody.